# Occidryas effi
Occidryas effi är en fjärilsart som beskrevs av Don B. Stallings och Turner 1945. Occidryas effi ingår i släktet Occidryas och familjen praktfjärilar. Inga underarter finns listade i Catalogue of Life.